# Municipio de San Andrés Xecul
Municipio de San Andrés Xecul är en kommun i Guatemala.   Den ligger i departementet Departamento de Totonicapán, i den sydvästra delen av landet, 110 km väster om huvudstaden Guatemala City.
Följande samhällen finns i Municipio de San Andrés Xecul:
- San Andrés Xecul